# EPN
EPN（Encryption Plus Non-assertion）とは、デジタル放送コンテンツの著作権保護方式の提案の1つ。
電子情報技術産業協会（JEITA）が提案している「出力保護つきコピー無制限運用」のことであり、デジタル放送の信号を暗号化して特定の解読機能を持った受像機のみが復号を可能にする方式である。対応機種間による世代制限のないコピーが可能である一方、ネットへのアップロードを禁止することが可能とされる。
アメリカ合衆国ではすでに地上デジタル放送で実用化されているが、地上波放送の質が高く録画文化が強いとされる日本では放送事業者や著作権団体の反対が強く、将来的に検討される方式の1つにとどまっている。現在は9回のコピーと1回のムーブを許可する方式「ダビング10」がルールとして採用されている。